# Alf Common
Alfred Common (* 25. Mai 1880 in Sunderland; † 3. April 1946 in Darlington) war ein englischer Fußballspieler.
Common erreichte nationale Bekanntheit, als er im Jahre 1905 für die damalige Rekordablösesumme in Höhe von £1.000 Pfund vom AFC Sunderland zum FC Middlesbrough wechselte.

## Karriere

### Als Spieler
Common spielte für kleinere Vereine in North East England, ehe er im Jahr 1900 zum Erstligisten AFC Sunderland wechselte. In der Saison 1900/01 wurde er mit dem Verein Zweiter der First Division. Zu Beginn der Spielzeit 1901/02 schoss er für Sunderland in vier Ligaspielen zwei Tore, ehe er für 325 Pfund zu Sheffield United wechselte. Während Sunderland 1902 englischer Meister wurde, gewann Common mit Sheffield im selben Jahr durch einen 2:1-Finalsieg im Wiederholungsspiel gegen den FC Southampton den FA Cup. Im Rahmen der ersten Finalbegegnung, die 1:1 ausgegangen war, hatte Common das erste Tor der Partie geschossen.
Common etablierte sich in Sheffield als Stammspieler und absolvierte am 29. Februar 1904 das erste seiner insgesamt drei Länderspiele für die Englische Nationalmannschaft. Im Mai desselben Jahres lehnte er ein Verlängerungsangebot seines Vertrages jedoch ab. Berichten zufolge wollte er nach Sunderland zurückkehren, da er dort „Geschäftsinteressen“ vertrat. So spielte Common ab dem Sommer 1904 wieder für den AFC Sunderland.
Nur knapp sechs Monate nach seiner Rückkehr wechselte Common erneut den Verein. Diesmal wurde er für die damalige Rekordablösesumme in Höhe von £1.000 Pfund vom FC Middlesbrough verpflichtet. Das abstiegsbedrohte Middlesbrough hatte zu diesem Zeitpunkt bereits seit zwei Jahren kein Auswärtsspiel mehr gewonnen und erhoffte sich durch den Rekordtransfer einen Verbleib in der First Division. Common gelang es bereits bei seinem Debüt am 25. Februar 1905, den Auswärtsfluch zu beenden, indem er in der 50. Minute per Elfmeter das 1:0-Siegtor bei seinem Ex-Klub Sheffield United schoss. Am Ende der Saison 1905/06 hielt er mit dem Verein die Klasse. Zur Spielzeit 1906/07 verpflichtete der Klub Steve Bloomer, woraufhin Middlesbrough 1907/08 mit dem sechsten Rang die bis dato beste Platzierung der Vereinsgeschichte erreichte. Insgesamt bestritt Common 168 Ligaspiele für Boro und schoss dabei 58 Tore.
Zur Spielzeit 1910/11 wechselte Common im Alter von 30 Jahren zu Woolwich Arsenal. In der Saison 1911/12 verpasste er nur zwei Ligabegegnungen und war mit 17 Toren der Toptorschütze des Vereins. In der Hinrunde der Saison 1912/13 gelang ihm hingegen kein einziger Treffer. Im Dezember 1912 wurde er daraufhin für £250 Pfund an Preston North End in die Second Division verkauft. Während Arsenal am Saisonende abstieg, gelang Common mit seinem neuen Verein die Rückkehr in die First Division. In der Spielzeit 1913/14 stieg er mit Preston North End jedoch wieder ab.
Im Jahr 1914 beendete Common seine Karriere als Fußballspieler. Er ließ sich in Darlington nieder und betrieb in der Stadt bis 1943 einige Pubs. Am 3. April 1946 starb er im Alter von 65 Jahren.
Alf Commons Urenkel ist der britische Film- und Theaterschauspieler Jamie Parker.

## Titel und Erfolge
- FA Cup: 1902